# Proza Północy
Proza Północy, określana też jako Literatura Północy – kategoria krytycznoliteracka określająca ogół twórców i działań literackich związanych ze współczesną literaturą Warmii i Mazur, Kujaw oraz Pomorza Gdańskiego. Główne ośrodki to Olsztyn, Toruń, Bydgoszcz, Gdańsk, pośrednio również Białystok.

## Terminologia
Autorem terminu „Proza Północy” jest krytyk literacki Robert Ostaszewski, który użył tego określenia w stosunku do twórczości Daniela Odiji, Mariusza Sieniewicza, Tomasza Białkowskiego, Joanny Wilengowskiej, Filipa Onichimowskiego i Miłki Malzahn. Ostaszewski w artykule „Północ Pany!” (Undergrunt nr 2-3/2003) uznał, że twórczość autorów z Warmii, Mazur i Kujaw jest „zorientowana na rzeczywistość”, próbuje „fotografować” ją przy użyciu „rozmaitych filtrów”, strategii pisania i poetyki (realizm, naturalizm, ekspresjonizm), a czasami nawet „zaangażowania”. Stara się przy tym przekroczyć roszczenia i granice „ja” na rzecz zbiorowych bolączek i obaw. Czasami kojarzono ją z nowym, generacyjnym światopoglądem.
Jednym z czynników, które wpłynęły na nazwę jest kryterium geograficzne, określające pisarzy, którzy pochodzą z Polski północno-wschodniej, obejmującej województwa: warmińsko-mazurskie, kujawsko-pomorskie, pomorskie, podlaskie.

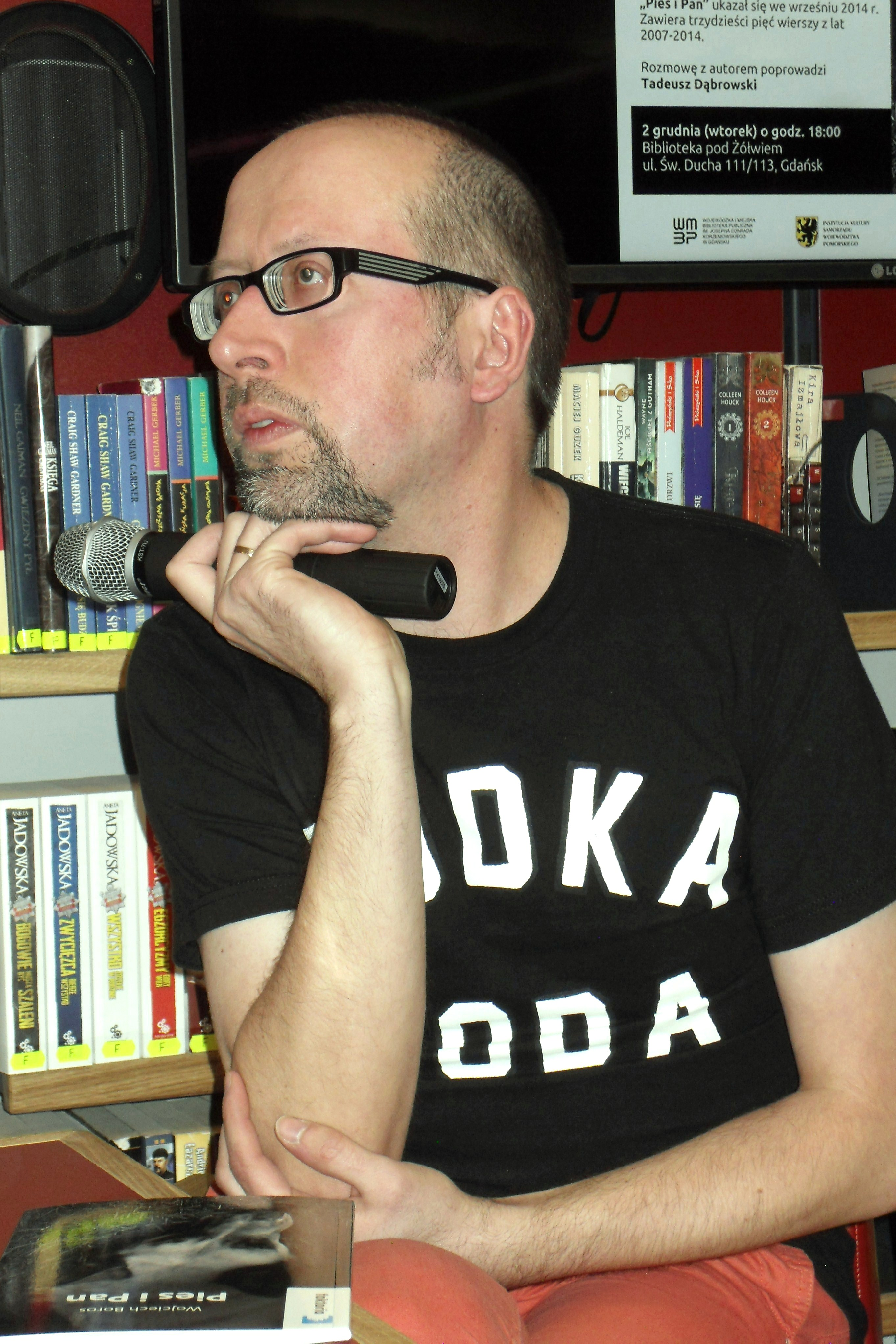
Wojciech Boros

## Twórcy
Rozszerzając zakres zagadnienia Prozy Północy zaczęto mówić o „Literaturze Północy” lub „Literaturze z Północy”. Objęto tym terminem wszystkich twórców średniego i młodego pokolenia (nie tylko prozaików, lecz również poetów, krytyków, tłumaczy, redaktorów, współpracowników), skupionych w środowiskach toruńsko-bydgoskich, olsztyńskim i trójmiejskich, wokół czasopism Portret, Undergrunt, Przesuw, Migotania i przejaśnienia, festiwali literackich „Majowy BUUM Poetycki” w Toruniu, „Dzyndzołki” w Olsztynie, „Festiwal Proza Północy”, nieistniejącego blogu literackiego „Kolesie”. Z szeroko pojętą „Literaturą Północy” związani są zatem: Daniel Odija, Mariusz Sieniewicz, Tomasz Białkowski, Joanna Wilengowska, Filip Onichimowski, Tomasz Włodarski, Kaja Wilengowska, Miłka Malzahn, Wojciech Giedrys, Grzegorz Giedrys, Mariusz Gajkowski, Piotr Czerski, Bernadetta Darska, Wojciech Boros, Tomasz Bielicki, Waldemar Ślefarski, Radosław Wiśniewski, Piotr Siwecki, Krzysztof Kowalewski, Tamara Bołdak-Janowska, Ewa Schilling, Marek Parulski, Michał Tabaczyński, Paweł Tański, Przemysław Zawal, Marcin Włodarski, Marcin Cielecki, Jacek Żebrowski, Piotr Makowski, Mateusz Kołos, Maksymilian Kasiewicz.

## Publikacje
Proza:
- Daniel Odija, Ulica (2001), Tartak (2003), Szklana huta (2005), Niech to nie będzie sen (2008), Kronika umarłych (2010)
- Mariusz Sieniewicz, Prababka (1999), Czwarte niebo (2003), Żydówek nie obsługujemy (2005), Rebelia (2007), Miasto Szklanych Słoni (2010)
- Tomasz Białkowski, Leze (2002) Dłużyzny (2005), Pogrzeby (2008), Mistrzostwo świata (2008), Zmarzlina (2008)
- Joanna Wilengowska, Japońska wioska (1999), Zęby (2006), Król Warmii i Saturna (2024)
- Miłka Malzahn, Baronowa późna jesień (2001)
- Tomasz Włodarski, Ludzkie serwetki (2004)
- Piotr Siwecki, Hyper-Gender (2002), BIOS (2002)
- Filip Onichimowski, Zalani (2005), Człowiek z Palermo (2010)

Poezja:
- Wojciech Giedrys Ścielenie i grzebanie (2004)
- Grzegorz Giedrys
- Krzysztof Kowalewski
- Tamara Bołdak-Janowska
- Waldemar Ślefarski
- Radosław Wiśniewski
- Marek Parulski
- Marcin Włodarski
- Maksymilian Kasiewicz Dokądkolwiek (2010), Jedyny ratunek (2012)

Czasopisma:
- Portret
- Undergrunt
- Migotania i przejaśnienia
- Przesuw

## Literatura przedmiotu
- B. Darska, Ucieczki i powroty. Obrazy rzeczywistości w prozie najnowszej, Olsztyn 2006.
- A. Nowaczewski, Prywatność, czyli intymność, „Migotania, Przejaśnienia” 2004, nr 1.
- A. Nowaczewski, M. Wilkowski, Mały internetowy słownik poetów Polski północnej urodzonych po 1970 roku, „Przesuw” 2004, nr 1.
- R. Ostaszewski, Północ Pany!, „Undergrunt” 2003, nr 2–3.
- R. Ostaszewski, Traumy robali, „FA-art” 2002, nr 2–3.
- Proza Północy. Z Robertem Ostaszewskim rozmawia Marta Cuber, „Ha!art” 2003, nr 2.
- [Rzeczywistość], „Ha!art” 2003, nr 3–4.
- M. Sieniewicz, Wybija północ?, „Gazeta Witryny Czasopism” 2003, nr 34.
- K. Uniłowski, Z północy wieje wiatr…, „FA-art” 2004, nr 1.
- Zawsze będę pamiętać, że wyrastam z niszy (z Mariuszem Sieniewiczem rozmawiali Mariusz Gajkowski i Wojciech Giedrys), „Undergrunt” 2004, nr 12–13.